# Utopisk socialism
Utopisk socialism, (nedsättande) benämning på socialistiska teoribildningar under 1800-talets första hälft, i kölvattnet av upplysningen. Dessa socialister kallades utopistiska eftersom de ställde upp ett utopiskt mönstersamhälle som mål och försökte förverkliga det direkt, utan att framställa ett program för att uppnå detta. De utopistiska socialisterna ansåg ofta att kapitalismen var ett så ineffektivt system att socialistiskt organiserade alternativ skulle kunna upprättas och helt enkelt konkurrera ut kapitalismen. De förespråkar bildandet av enklaver inuti befintliga samhällen, där socialismen ska uppnås genom att kapitalister övertalas att frivilligt överlämna produktionsmedlen till folket. Robert Owen och hans projekt med socialistiska kollektiv av arbetande människor brukar betraktas som urtypen för utopisk socialism.
Uttrycket myntades av Friedrich Engels i boken Socialismens utveckling från utopi till vetenskap. Där gjordes en distinktion mellan å ena sidan "utopisk socialism" (det som förespråkats av Henri de Saint-Simon, Robert Owen och Charles Fourier), och å andra sidan det Engels kallade "vetenskaplig socialism", alltså marxismen.
Till definitionen hör också det faktum att utopin anses vara omöjlig att realisera i ett längre perspektiv. Utopin speglar människors hopp och längtan och är väsentlig ur ett visionärt perspektiv; mycket av det som nyligen betraktats som science fiction har blivit verklighet. Det visionära elementet hos socialismen kvarstår tillsammans med de mer vetenskapliga ambitionerna. Deras utopier omfattade ofta storstilade byggnadsprojekt, där man sökte inrätta ett idealsamhälle i lämplig miljö och praktisera olika kollektiva levnads- och produktionssätt. Exempel inkluderar Fouriers falangstär, Josiah Warrens anläggning Utopia samt staden New Harmony. En del av dessa projekt var isolerade, excentriska och kortlivade, medan andra finns kvar än i dag i någon form.
Den utopiska socialismen försvann i stort sett i och med Karl Marx och Friedrich Engels vetenskapliga försök att skapa ett program för skapandet av ett kommunistiskt samhälle. Många av de utopiska socialisternas koncept har dock återuppstått i senare politiska rörelser, exempelvis autonomismen. Bland de mest kända och framgångsrika exemplen idag är hutteriternas kolonier och Israels kibbutzer.
Thomas More, William Morris, Edward Bellamy, Charlotte Perkins Gilman och Ursula Le Guin är några av den litterära socialistiska utopismens intressantaste namn.
De gestaltar ofta framtidsvisioner, ibland också med anarkistiska eller feministiska inslag.

## Kända utopiska socialister
- Barthélemy Prosper Enfantin
- Robert Owen
- Charles Fourier
- Henri de Saint-Simon
- Josiah Warren
- Wilhelm Weitling
- Nils Herman Quiding
- King Camp Gillette
- Pierre-Joseph Proudhon
- Marie-Louise Berneri
- Hans Widmer